# Eleições presidenciais portuguesas de 2021 no distrito de Santarém
| Eleições presidenciais portuguesas de 2021 Distritos: Aveiro \| Beja \| Braga \| Bragança \| Castelo Branco \| Coimbra \| Évora \| Faro \| Guarda \| Leiria \| Lisboa \| Portalegre \| Porto \| Santarém \| Setúbal \| Viana do Castelo \| Vila Real \| Viseu \| Açores \| Madeira \| Estrangeiro |

## Resultados por Concelho
Os resultados nos concelhos do Distrito de Santarém foram os seguintes:

### Abrantes
| Candidato               | Candidato               | Votos  | %               |
| ----------------------- | ----------------------- | ------ | --------------- |
|                         | Marcelo Rebelo de Sousa | 8 960  | 61,34 / 100,00  |
|                         | André Ventura           | 2 210  | 15,13 / 100,00  |
|                         | Ana Gomes               | 1 407  | 9,63 / 100,00   |
|                         | João Ferreira           | 695    | 4,76 / 100,00   |
|                         | Marisa Matias           | 690    | 4,72 / 100,00   |
|                         | Vitorino Silva          | 400    | 2,74 / 100,00   |
|                         | Tiago Mayan Gonçalves   | 246    | 1,68 / 100,00   |
| Votos Inválidos         | Votos Inválidos         | 288    | 1,93 / 100,00   |
| Total                   | Total                   | 14 896 | 100,00 / 100,00 |
| Eleitorado/Participação | Eleitorado/Participação | 31 806 | 46,83 / 100,00  |

| Freguesia                                       | %     | %     | %     | %    | %    | %    | %    | Votantes |
| Freguesia                                       | MRS   | AV    | AG    | JF   | MM   | VS   | TMG  | Votantes |
| ----------------------------------------------- | ----- | ----- | ----- | ---- | ---- | ---- | ---- | -------- |
| Freguesia                                       |       |       |       |      |      |      |      | Votantes |
| Abrantes e Alferrarede                          | 58,35 | 16,80 | 10,98 | 4,07 | 4,66 | 2,74 | 2,40 | 6 820    |
| Aldeia do Mato e Souto                          | 77,19 | 9,55  | 4,51  | 3,45 | 2,12 | 2,12 | 1,06 | 388      |
| Alvega e Concavada                              | 66,89 | 14,98 | 6,44  | 4,86 | 3,55 | 2,63 | 0,66 | 775      |
| Bemposta                                        | 66,90 | 14,95 | 7,30  | 3,74 | 4,45 | 2,14 | 0,53 | 575      |
| Carvalhal                                       | 59,84 | 19,28 | 10,44 | 2,01 | 3,61 | 4,42 | 0,40 | 251      |
| Fontes                                          | 80,89 | 8,89  | 3,11  | 1,78 | 1,78 | 3,11 | 0,44 | 230      |
| Martinchel                                      | 67,50 | 15,42 | 7,08  | 2,50 | 2,92 | 3,33 | 1,25 | 245      |
| Mouriscas                                       | 64,12 | 10,92 | 7,02  | 6,71 | 5,15 | 4,84 | 1,25 | 648      |
| Pego                                            | 61,17 | 13,47 | 9,71  | 5,34 | 6,31 | 3,16 | 0,85 | 839      |
| Rio de Moinhos                                  | 63,99 | 13,88 | 9,98  | 4,56 | 3,69 | 2,17 | 1,74 | 473      |
| São Facundo e Vale das Mós                      | 61,90 | 11,39 | 7,82  | 8,33 | 7,48 | 2,38 | 0,68 | 604      |
| São Miguel do Rio Torto e Rossio ao Sul do Tejo | 58,94 | 18,75 | 9,61  | 4,83 | 3,96 | 2,56 | 1,34 | 1 749    |
| Tramagal                                        | 62,91 | 8,94  | 10,50 | 7,54 | 6,61 | 2,02 | 1,48 | 1 299    |
| Abrantes                                        | 61,34 | 15,13 | 9,63  | 4,76 | 4,72 | 2,74 | 1,68 | 14 896   |

### Alcanena
| Candidato               | Candidato               | Votos  | %               |
| ----------------------- | ----------------------- | ------ | --------------- |
|                         | Marcelo Rebelo de Sousa | 2 991  | 60,45 / 100,00  |
|                         | André Ventura           | 770    | 15,56 / 100,00  |
|                         | Ana Gomes               | 449    | 9,07 / 100,00   |
|                         | João Ferreira           | 273    | 5,52 / 100,00   |
|                         | Marisa Matias           | 164    | 3,31 / 100,00   |
|                         | Vitorino Silva          | 162    | 3,27 / 100,00   |
|                         | Tiago Mayan Gonçalves   | 139    | 2,81 / 100,00   |
| Votos Inválidos         | Votos Inválidos         | 116    | 2,29 / 100,00   |
| Total                   | Total                   | 5 064  | 100,00 / 100,00 |
| Eleitorado/Participação | Eleitorado/Participação | 11 781 | 42,98 / 100,00  |

| Freguesia                       | %     | %     | %     | %    | %    | %    | %    | Votantes |
| Freguesia                       | MRS   | AV    | AG    | JF   | MM   | VS   | TMG  | Votantes |
| ------------------------------- | ----- | ----- | ----- | ---- | ---- | ---- | ---- | -------- |
| Freguesia                       |       |       |       |      |      |      |      | Votantes |
| Alcanena e Vila Moreira         | 57,64 | 14,38 | 9,80  | 8,44 | 3,45 | 3,85 | 2,43 | 1 802    |
| Bugalhos                        | 62,42 | 13,03 | 10,61 | 3,64 | 3,94 | 3,64 | 2,73 | 335      |
| Malhou, Louriceira e Espinheiro | 62,55 | 13,21 | 10,01 | 6,39 | 3,34 | 2,47 | 2,03 | 704      |
| Minde                           | 59,10 | 19,28 | 7,93  | 3,01 | 3,26 | 2,75 | 4,67 | 1 231    |
| Moitas Venda                    | 66,94 | 13,06 | 9,72  | 3,06 | 3,89 | 2,78 | 0,56 | 377      |
| Monsanto                        | 55,74 | 20,98 | 8,52  | 5,57 | 3,28 | 3,61 | 2,30 | 308      |
| Serra de Santo António          | 72,33 | 13,33 | 5,33  | 1,33 | 1,33 | 3,67 | 2,67 | 307      |
| Alcanena                        | 60,45 | 15,56 | 9,07  | 5,52 | 3,31 | 3,27 | 2,81 | 5 064    |

### Almeirim
| Candidato               | Candidato               | Votos  | %               |
| ----------------------- | ----------------------- | ------ | --------------- |
|                         | Marcelo Rebelo de Sousa | 4 436  | 61,25 / 100,00  |
|                         | André Ventura           | 1 290  | 17,81 / 100,00  |
|                         | Ana Gomes               | 624    | 8,62 / 100,00   |
|                         | João Ferreira           | 336    | 4,64 / 100,00   |
|                         | Marisa Matias           | 236    | 3,26 / 100,00   |
|                         | Vitorino Silva          | 176    | 2,43 / 100,00   |
|                         | Tiago Mayan Gonçalves   | 144    | 1,99 / 100,00   |
| Votos Inválidos         | Votos Inválidos         | 116    | 1,57 / 100,00   |
| Total                   | Total                   | 7 358  | 100,00 / 100,00 |
| Eleitorado/Participação | Eleitorado/Participação | 19 625 | 37,49 / 100,00  |

| Freguesia            | %     | %     | %    | %    | %    | %    | %    | Votantes |
| Freguesia            | MRS   | AV    | AG   | JF   | MM   | VS   | TMG  | Votantes |
| -------------------- | ----- | ----- | ---- | ---- | ---- | ---- | ---- | -------- |
| Freguesia            |       |       |      |      |      |      |      | Votantes |
| Almeirim             | 59,73 | 17,61 | 9,51 | 4,92 | 3,79 | 2,26 | 2,18 | 4 053    |
| Benfica do Ribatejo  | 63,98 | 16,28 | 7,18 | 7,09 | 2,59 | 2,01 | 0,86 | 1 053    |
| Fazendas de Almeirim | 62,44 | 19,28 | 7,45 | 3,07 | 2,82 | 2,87 | 2,06 | 2 024    |
| Raposa               | 65,04 | 15,49 | 9,73 | 2,21 | 0,88 | 3,54 | 3,10 | 228      |
| Almeirim             | 61,25 | 17,81 | 8,62 | 4,64 | 3,26 | 2,43 | 1,99 | 7 358    |

### Alpiarça
| Candidato               | Candidato               | Votos | %               |
| ----------------------- | ----------------------- | ----- | --------------- |
|                         | Marcelo Rebelo de Sousa | 1 521 | 53,99 / 100,00  |
|                         | João Ferreira           | 545   | 19,35 / 100,00  |
|                         | André Ventura           | 296   | 10,51 / 100,00  |
|                         | Ana Gomes               | 242   | 8,59 / 100,00   |
|                         | Marisa Matias           | 96    | 3,41 / 100,00   |
|                         | Vitorino Silva          | 64    | 2,27 / 100,00   |
|                         | Tiago Mayan Gonçalves   | 33    | 1,88 / 100,00   |
| Votos Inválidos         | Votos Inválidos         | 71    | 2,45 / 100,00   |
| Total                   | Total                   | 2 888 | 100,00 / 100,00 |
| Eleitorado/Participação | Eleitorado/Participação | 6 221 | 46,42 / 100,00  |

| Freguesia | %     | %     | %     | %    | %    | %    | %    | Votantes |
| Freguesia | MRS   | JF    | AV    | AG   | MM   | VS   | TMG  | Votantes |
| --------- | ----- | ----- | ----- | ---- | ---- | ---- | ---- | -------- |
| Freguesia |       |       |       |      |      |      |      | Votantes |
| Alpiarça  | 53,99 | 19,35 | 10,51 | 8,59 | 3,41 | 2,27 | 1,88 | 2 888    |
| Alpiarça  | 53,99 | 19,35 | 10,51 | 8,59 | 3,41 | 2,27 | 1,88 | 2 888    |

### Benavente
| Candidato               | Candidato               | Votos  | %               |
| ----------------------- | ----------------------- | ------ | --------------- |
|                         | Marcelo Rebelo de Sousa | 4 980  | 51,06 / 100,00  |
|                         | André Ventura           | 2 245  | 23,02 / 100,00  |
|                         | Ana Gomes               | 1 000  | 10,25 / 100,00  |
|                         | João Ferreira           | 656    | 6,73 / 100,00   |
|                         | Marisa Matias           | 354    | 3,63 / 100,00   |
|                         | Vitorino Silva          | 302    | 3,10 / 100,00   |
|                         | Tiago Mayan Gonçalves   | 216    | 2,21 / 100,00   |
| Votos Inválidos         | Votos Inválidos         | 204    | 2,04 / 100,00   |
| Total                   | Total                   | 9 957  | 100,00 / 100,00 |
| Eleitorado/Participação | Eleitorado/Participação | 24 232 | 41,09 / 100,00  |

| Freguesia      | %     | %     | %     | %     | %    | %    | %    | Votantes |
| Freguesia      | MRS   | AV    | AG    | JF    | MM   | VS   | TMG  | Votantes |
| -------------- | ----- | ----- | ----- | ----- | ---- | ---- | ---- | -------- |
| Freguesia      |       |       |       |       |      |      |      | Votantes |
| Barrosa        | 51,01 | 18,69 | 9,09  | 12,63 | 4,55 | 4,04 | 0    | 201      |
| Benavente      | 48,78 | 22,76 | 11,95 | 7,87  | 3,40 | 3,00 | 2,24 | 3 061    |
| Samora Correia | 52,17 | 22,65 | 9,69  | 6,29  | 3,97 | 3,28 | 1,95 | 5 815    |
| Santo Estêvão  | 51,68 | 27,35 | 8,34  | 4,29  | 1,97 | 1,97 | 4,40 | 880      |
| Benavente      | 51,06 | 23,02 | 10,25 | 6,73  | 3,63 | 3,10 | 2,21 | 9 957    |

### Cartaxo
| Candidato               | Candidato               | Votos  | %               |
| ----------------------- | ----------------------- | ------ | --------------- |
|                         | Marcelo Rebelo de Sousa | 5 497  | 59,94 / 100,00  |
|                         | André Ventura           | 1 413  | 15,41 / 100,00  |
|                         | Ana Gomes               | 1 028  | 11,21 / 100,00  |
|                         | João Ferreira           | 440    | 4,80 / 100,00   |
|                         | Marisa Matias           | 346    | 3,77 / 100,00   |
|                         | Vitorino Silva          | 229    | 2,50 / 100,00   |
|                         | Tiago Mayan Gonçalves   | 218    | 2,38 / 100,00   |
| Votos Inválidos         | Votos Inválidos         | 184    | 1,97 / 100,00   |
| Total                   | Total                   | 9 355  | 100,00 / 100,00 |
| Eleitorado/Participação | Eleitorado/Participação | 20 579 | 45,46 / 100,00  |

| Freguesia               | %     | %     | %     | %    | %    | %    | %    | Votantes |
| Freguesia               | MRS   | AV    | AG    | JF   | MM   | VS   | TMG  | Votantes |
| ----------------------- | ----- | ----- | ----- | ---- | ---- | ---- | ---- | -------- |
| Freguesia               |       |       |       |      |      |      |      | Votantes |
| Cartaxo e Vale da Pinta | 59,13 | 15,20 | 11,70 | 4,68 | 4,25 | 2,20 | 2,84 | 4 826    |
| Ereira e Lapa           | 58,81 | 13,55 | 13,01 | 5,83 | 3,79 | 2,98 | 2,03 | 752      |
| Pontével                | 62,24 | 15,26 | 9,62  | 4,84 | 3,87 | 2,39 | 1,77 | 1 793    |
| Valada                  | 52,11 | 16,55 | 15,14 | 9,51 | 2,82 | 2,82 | 1,06 | 290      |
| Vale da Pedra           | 57,28 | 19,74 | 7,77  | 5,99 | 3,40 | 3,88 | 1,94 | 627      |
| Vila Chã de Ourique     | 64,19 | 15,05 | 11,33 | 2,57 | 1,90 | 2,76 | 2,19 | 1 067    |
| Cartaxo                 | 59,94 | 15,41 | 11,21 | 4,80 | 3,77 | 2,50 | 2,38 | 9 335    |

### Chamusca
| Candidato               | Candidato               | Votos | %               |
| ----------------------- | ----------------------- | ----- | --------------- |
|                         | Marcelo Rebelo de Sousa | 1 875 | 57,91 / 100,00  |
|                         | André Ventura           | 548   | 16,92 / 100,00  |
|                         | João Ferreira           | 267   | 8,25 / 100,00   |
|                         | Ana Gomes               | 265   | 8,18 / 100,00   |
|                         | Marisa Matias           | 131   | 4,05 / 100,00   |
|                         | Vitorino Silva          | 102   | 3,15 / 100,00   |
|                         | Tiago Mayan Gonçalves   | 50    | 1,54 / 100,00   |
| Votos Inválidos         | Votos Inválidos         | 67    | 2,03 / 100,00   |
| Total                   | Total                   | 3 305 | 100,00 / 100,00 |
| Eleitorado/Participação | Eleitorado/Participação | 7 740 | 42,70 / 100,00  |

| Freguesia                  | %     | %     | %     | %     | %    | %    | %    | Votantes |
| Freguesia                  | MRS   | AV    | JF    | AG    | MM   | VS   | TMG  | Votantes |
| -------------------------- | ----- | ----- | ----- | ----- | ---- | ---- | ---- | -------- |
| Freguesia                  |       |       |       |       |      |      |      | Votantes |
| Carregueira                | 54,85 | 20,65 | 6,47  | 6,63  | 5,39 | 4,47 | 1,54 | 665      |
| Chamusca e Pinheiro Grande | 53,35 | 18,08 | 8,60  | 10,36 | 4,06 | 3,11 | 2,44 | 1 512    |
| Parreira e Chouto          | 68,75 | 17,93 | 3,80  | 5,98  | 1,90 | 1,36 | 0,27 | 373      |
| Ulme                       | 70,88 | 12,41 | 4,06  | 5,25  | 3,34 | 3,58 | 0,48 | 426      |
| Vale de Cavalos            | 55,69 | 8,92  | 20,62 | 7,69  | 4,62 | 2,15 | 0,31 | 329      |
| Chamusca                   | 57,91 | 16,92 | 8,25  | 8,18  | 4,05 | 3,15 | 1,54 | 3 305    |

### Constância
| Candidato               | Candidato               | Votos | %               |
| ----------------------- | ----------------------- | ----- | --------------- |
|                         | Marcelo Rebelo de Sousa | 921   | 55,82 / 100,00  |
|                         | André Ventura           | 299   | 18,12 / 100,00  |
|                         | Ana Gomes               | 181   | 10,97 / 100,00  |
|                         | João Ferreira           | 123   | 7,45 / 100,00   |
|                         | Marisa Matias           | 49    | 2,97 / 100,00   |
|                         | Vitorino Silva          | 44    | 2,67 / 100,00   |
|                         | Tiago Mayan Gonçalves   | 33    | 2,00 / 100,00   |
| Votos Inválidos         | Votos Inválidos         | 38    | 2,25 / 100,00   |
| Total                   | Total                   | 1 688 | 100,00 / 100,00 |
| Eleitorado/Participação | Eleitorado/Participação | 3 326 | 50,75 / 100,00  |

| Freguesia                  | %     | %     | %     | %    | %    | %    | %    | Votantes |
| Freguesia                  | MRS   | AV    | AG    | JF   | MM   | VS   | TMG  | Votantes |
| -------------------------- | ----- | ----- | ----- | ---- | ---- | ---- | ---- | -------- |
| Freguesia                  |       |       |       |      |      |      |      | Votantes |
| Constância                 | 50,33 | 20,13 | 12,04 | 7,22 | 3,94 | 2,41 | 3,94 | 464      |
| Montalvo                   | 58,96 | 16,33 | 11,16 | 8,57 | 2,39 | 1,39 | 1,20 | 516      |
| Santa Margarida da Coutada | 57,16 | 18,09 | 10,13 | 6,80 | 2,75 | 3,76 | 1,30 | 708      |
| Constância                 | 55,82 | 18,12 | 10,97 | 7,45 | 2,97 | 2,67 | 2,00 | 1 688    |

### Coruche
| Candidato               | Candidato               | Votos  | %               |
| ----------------------- | ----------------------- | ------ | --------------- |
|                         | Marcelo Rebelo de Sousa | 3 650  | 55,96 / 100,00  |
|                         | André Ventura           | 1 144  | 17,54 / 100,00  |
|                         | João Ferreira           | 783    | 12,01 / 100,00  |
|                         | Ana Gomes               | 525    | 8,05 / 100,00   |
|                         | Marisa Matias           | 161    | 2,47 / 100,00   |
|                         | Vitorino Silva          | 155    | 2,38 / 100,00   |
|                         | Tiago Mayan Gonçalves   | 104    | 1,59 / 100,00   |
| Votos Inválidos         | Votos Inválidos         | 105    | 1,58 / 100,00   |
| Total                   | Total                   | 6 627  | 100,00 / 100,00 |
| Eleitorado/Participação | Eleitorado/Participação | 15 961 | 41,52 / 100,00  |

| Freguesia               | %     | %     | %     | %    | %    | %    | %    | Votantes |
| Freguesia               | MRS   | AV    | JF    | AG   | MM   | VS   | TMG  | Votantes |
| ----------------------- | ----- | ----- | ----- | ---- | ---- | ---- | ---- | -------- |
| Freguesia               |       |       |       |      |      |      |      | Votantes |
| Biscainho               | 62,73 | 25,45 | 4,24  | 3,64 | 1,52 | 1,52 | 0,91 | 340      |
| Branca                  | 63,71 | 15,40 | 8,09  | 5,48 | 2,09 | 1,57 | 3,66 | 387      |
| Coruche, Fajarda e Erra | 56,19 | 19,42 | 7,63  | 9,81 | 2,43 | 2,75 | 1,78 | 4 109    |
| Couço                   | 43,88 | 7,86  | 38,31 | 5,57 | 2,29 | 1,39 | 0,70 | 1 015    |
| Santana do Mato         | 57,04 | 22,68 | 7,22  | 5,50 | 4,12 | 2,75 | 0,69 | 293      |
| São José da Lamarosa    | 68,00 | 15,16 | 5,05  | 5,05 | 3,16 | 2,32 | 1,26 | 483      |
| Coruche                 | 55,96 | 17,54 | 12,01 | 8,05 | 2,47 | 2,38 | 1,59 | 6 627    |

### Entroncamento
| Candidato               | Candidato               | Votos  | %               |
| ----------------------- | ----------------------- | ------ | --------------- |
|                         | Marcelo Rebelo de Sousa | 4 259  | 53,74 / 100,00  |
|                         | André Ventura           | 1 508  | 19,03 / 100,00  |
|                         | Ana Gomes               | 980    | 12,37 / 100,00  |
|                         | Marisa Matias           | 359    | 4,53 / 100,00   |
|                         | João Ferreira           | 354    | 4,47 / 100,00   |
|                         | Vitorino Silva          | 240    | 3,03 / 100,00   |
|                         | Tiago Mayan Gonçalves   | 225    | 2,84 / 100,00   |
| Votos Inválidos         | Votos Inválidos         | 149    | 1,85 / 100,00   |
| Total                   | Total                   | 8 074  | 100,00 / 100,00 |
| Eleitorado/Participação | Eleitorado/Participação | 16 973 | 47,57 / 100,00  |

| Freguesia               | %     | %     | %     | %    | %    | %    | %    | Votantes |
| Freguesia               | MRS   | AV    | AG    | MM   | JF   | VS   | TMG  | Votantes |
| ----------------------- | ----- | ----- | ----- | ---- | ---- | ---- | ---- | -------- |
| Freguesia               |       |       |       |      |      |      |      | Votantes |
| Nossa Senhora de Fátima | 53,15 | 20,84 | 11,98 | 4,31 | 3,58 | 3,17 | 2,97 | 4 984    |
| São João Batista        | 54,70 | 16,11 | 12,98 | 4,88 | 5,90 | 2,80 | 2,64 | 3 090    |
| Entroncamento           | 53,74 | 19,03 | 12,37 | 4,53 | 4,47 | 3,03 | 2,84 | 8 074    |

### Ferreira do Zêzere
| Candidato               | Candidato               | Votos | %               |
| ----------------------- | ----------------------- | ----- | --------------- |
|                         | Marcelo Rebelo de Sousa | 2 196 | 70,34 / 100,00  |
|                         | André Ventura           | 382   | 12,24 / 100,00  |
|                         | Ana Gomes               | 223   | 7,14 / 100,00   |
|                         | Marisa Matias           | 119   | 3,81 / 100,00   |
|                         | Vitorino Silva          | 87    | 2,79 / 100,00   |
|                         | João Ferreira           | 63    | 2,02 / 100,00   |
|                         | Tiago Mayan Gonçalves   | 52    | 1,67 / 100,00   |
| Votos Inválidos         | Votos Inválidos         | 89    | 2,77 / 100,00   |
| Total                   | Total                   | 3 211 | 100,00 / 100,00 |
| Eleitorado/Participação | Eleitorado/Participação | 6 932 | 46,32 / 100,00  |

| Freguesia               | %     | %     | %    | %    | %    | %    | %    | Votantes |
| Freguesia               | MRS   | AV    | AG   | MM   | VS   | JF   | TMG  | Votantes |
| ----------------------- | ----- | ----- | ---- | ---- | ---- | ---- | ---- | -------- |
| Freguesia               |       |       |      |      |      |      |      | Votantes |
| Águas Belas             | 70,63 | 11,04 | 8,13 | 4,38 | 1,88 | 2,92 | 1,04 | 496      |
| Areias e Pias           | 75,76 | 10,25 | 5,70 | 2,85 | 2,67 | 1,07 | 1,43 | 584      |
| Beco                    | 69,80 | 11,41 | 7,05 | 4,70 | 3,36 | 2,01 | 1,68 | 302      |
| Chãos                   | 65,17 | 17,42 | 7,30 | 3,37 | 2,81 | 2,25 | 1,69 | 184      |
| Ferreira do Zêzere      | 67,16 | 13,07 | 7,86 | 4,68 | 3,51 | 1,49 | 2,23 | 967      |
| Igreja Nova do Sobral   | 71,10 | 12,17 | 7,22 | 3,80 | 1,52 | 2,66 | 1,52 | 272      |
| Nossa Senhora do Pranto | 72,07 | 12,47 | 6,23 | 2,00 | 2,74 | 2,99 | 1,50 | 406      |
| Ferreira do Zêzere      | 70,34 | 12,24 | 7,14 | 3,81 | 2,79 | 2,02 | 1,67 | 3 211    |

### Golegã
| Candidato               | Candidato               | Votos | %               |
| ----------------------- | ----------------------- | ----- | --------------- |
|                         | Marcelo Rebelo de Sousa | 1 336 | 60,78 / 100,00  |
|                         | André Ventura           | 382   | 17,38 / 100,00  |
|                         | Ana Gomes               | 181   | 8,23 / 100,00   |
|                         | João Ferreira           | 142   | 6,46 / 100,00   |
|                         | Marisa Matias           | 62    | 2,82 / 100,00   |
|                         | Vitorino Silva          | 56    | 2,55 / 100,00   |
|                         | Tiago Mayan Gonçalves   | 39    | 1,77 / 100,00   |
| Votos Inválidos         | Votos Inválidos         | 41    | 1,83 / 100,00   |
| Total                   | Total                   | 2 239 | 100,00 / 100,00 |
| Eleitorado/Participação | Eleitorado/Participação | 4 878 | 45,90 / 100,00  |

| Freguesia  | %     | %     | %    | %     | %    | %    | %    | Votantes |
| Freguesia  | MRS   | AV    | AG   | JF    | MM   | VS   | TMG  | Votantes |
| ---------- | ----- | ----- | ---- | ----- | ---- | ---- | ---- | -------- |
| Freguesia  |       |       |      |       |      |      |      | Votantes |
| Azinhaga   | 57,44 | 14,36 | 8,65 | 13,15 | 2,94 | 2,08 | 1,38 | 587      |
| Golegã     | 61,38 | 19,24 | 8,31 | 3,58  | 2,77 | 2,63 | 2,09 | 1 509    |
| Pombalinho | 68,35 | 10,07 | 5,76 | 9,35  | 2,88 | 3,60 | 0    | 143      |
| Golegã     | 60,78 | 17,38 | 8,23 | 6,46  | 2,82 | 2,55 | 1,77 | 2 239    |

### Mação
| Candidato               | Candidato               | Votos | %               |
| ----------------------- | ----------------------- | ----- | --------------- |
|                         | Marcelo Rebelo de Sousa | 2 048 | 67,17 / 100,00  |
|                         | André Ventura           | 401   | 13,15 / 100,00  |
|                         | Ana Gomes               | 269   | 8,82 / 100,00   |
|                         | Marisa Matias           | 108   | 3,54 / 100,00   |
|                         | Vitorino Silva          | 92    | 3,02 / 100,00   |
|                         | João Ferreira           | 87    | 2,85 / 100,00   |
|                         | Tiago Mayan Gonçalves   | 44    | 1,44 / 100,00   |
| Votos Inválidos         | Votos Inválidos         | 76    | 2,43 / 100,00   |
| Total                   | Total                   | 3 125 | 100,00 / 100,00 |
| Eleitorado/Participação | Eleitorado/Participação | 5 899 | 52,98 / 100,00  |

| Freguesia                      | %     | %     | %     | %    | %    | %    | %    | Votantes |
| Freguesia                      | MRS   | AV    | AG    | MM   | VS   | JF   | TMG  | Votantes |
| ------------------------------ | ----- | ----- | ----- | ---- | ---- | ---- | ---- | -------- |
| Freguesia                      |       |       |       |      |      |      |      | Votantes |
| Amêndoa                        | 81,15 | 8,20  | 2,87  | 2,05 | 3,28 | 0,82 | 1,64 | 248      |
| Cardigos                       | 69,67 | 17,36 | 4,18  | 3,35 | 2,30 | 1,88 | 1,26 | 488      |
| Carvoeiro                      | 73,59 | 15,15 | 3,03  | 3,90 | 3,03 | 0    | 1,30 | 238      |
| Envendos                       | 67,91 | 11,23 | 11,23 | 3,21 | 2,14 | 2,94 | 1,34 | 380      |
| Mação, Penhascoso e Aboboreira | 63,29 | 12,67 | 11,30 | 4,04 | 3,49 | 3,42 | 1,78 | 1 497    |
| Ortiga                         | 64,50 | 13,74 | 10,69 | 2,67 | 2,67 | 5,73 | 0    | 274      |
| Mação                          | 67,17 | 13,15 | 8,82  | 3,54 | 3,02 | 2,85 | 1,44 | 3 125    |

### Ourém
| Candidato               | Candidato               | Votos  | %               |
| ----------------------- | ----------------------- | ------ | --------------- |
|                         | Marcelo Rebelo de Sousa | 12 158 | 67,13 / 100,00  |
|                         | André Ventura           | 2 740  | 15,13 / 100,00  |
|                         | Ana Gomes               | 1 312  | 7,24 / 100,00   |
|                         | Vitorino Silva          | 561    | 3,10 / 100,00   |
|                         | Marisa Matias           | 545    | 3,01 / 100,00   |
|                         | Tiago Mayan Gonçalves   | 487    | 2,69 / 100,00   |
|                         | João Ferreira           | 309    | 1,71 / 100,00   |
| Votos Inválidos         | Votos Inválidos         | 481    | 2,59 / 100,00   |
| Total                   | Total                   | 18 593 | 100,00 / 100,00 |
| Eleitorado/Participação | Eleitorado/Participação | 40 937 | 45,42 / 100,00  |

| Freguesia                                 | %     | %     | %     | %    | %    | %    | %    | Votantes |
| Freguesia                                 | MRS   | AV    | AG    | VS   | MM   | TMG  | JF   | Votantes |
| ----------------------------------------- | ----- | ----- | ----- | ---- | ---- | ---- | ---- | -------- |
| Freguesia                                 |       |       |       |      |      |      |      | Votantes |
| Alburitel                                 | 69,73 | 10,92 | 9,58  | 2,87 | 3,83 | 1,15 | 1,92 | 535      |
| Atouguia                                  | 70,18 | 11,81 | 7,74  | 3,78 | 1,84 | 2,52 | 2,13 | 1 060    |
| Caxarias                                  | 71,00 | 12,09 | 8,19  | 2,08 | 3,51 | 1,56 | 1,56 | 791      |
| Espite                                    | 69,79 | 11,78 | 4,53  | 5,74 | 4,23 | 2,11 | 1,81 | 341      |
| Fátima                                    | 65,21 | 17,14 | 6,74  | 2,81 | 2,56 | 4,06 | 1,47 | 5 255    |
| Freixianda, Ribeira do Fárrio e Formigais | 61,33 | 26,20 | 4,86  | 3,29 | 1,88 | 1,49 | 0,94 | 1 307    |
| Gondemaria e Olival                       | 69,28 | 15,18 | 5,32  | 3,66 | 3,14 | 2,53 | 0,87 | 1 192    |
| Matas e Cercal                            | 73,02 | 12,45 | 5,62  | 3,30 | 2,69 | 2,44 | 0,49 | 844      |
| Nossa Senhora da Piedade                  | 64,39 | 13,31 | 10,32 | 2,55 | 4,40 | 2,51 | 2,51 | 2 763    |
| Nossa Senhora das Misericórdias           | 69,48 | 12,04 | 7,29  | 3,21 | 2,88 | 2,35 | 2,74 | 2 141    |
| Rio de Couros e Casal dos Bernardos       | 72,53 | 16,36 | 4,55  | 2,12 | 2,32 | 1,72 | 0,40 | 1 007    |
| Seiça                                     | 66,80 | 12,03 | 10,07 | 4,05 | 3,66 | 1,57 | 1,83 | 788      |
| Urqueira                                  | 65,17 | 13,82 | 6,64  | 5,21 | 3,95 | 2,51 | 2,69 | 569      |
| Ourém                                     | 67,13 | 15,13 | 7,24  | 3,10 | 3,01 | 2,69 | 1,71 | 18 593   |

### Rio Maior
| Candidato               | Candidato               | Votos  | %               |
| ----------------------- | ----------------------- | ------ | --------------- |
|                         | Marcelo Rebelo de Sousa | 4 933  | 64,08 / 100,00  |
|                         | André Ventura           | 1 207  | 15,68 / 100,00  |
|                         | Ana Gomes               | 722    | 9,38 / 100,00   |
|                         | Vitorino Silva          | 233    | 3,03 / 100,00   |
|                         | Marisa Matias           | 230    | 2,99 / 100,00   |
|                         | Tiago Mayan Gonçalves   | 190    | 2,47 / 100,00   |
|                         | João Ferreira           | 183    | 2,38 / 100,00   |
| Votos Inválidos         | Votos Inválidos         | 152    | 1,94 / 100,00   |
| Total                   | Total                   | 7 850  | 100,00 / 100,00 |
| Eleitorado/Participação | Eleitorado/Participação | 17 706 | 44,34 / 100,00  |

| Freguesia                                 | %     | %     | %     | %    | %    | %    | %    | Votantes |
| Freguesia                                 | MRS   | AV    | AG    | VS   | MM   | TMG  | JF   | Votantes |
| ----------------------------------------- | ----- | ----- | ----- | ---- | ---- | ---- | ---- | -------- |
| Freguesia                                 |       |       |       |      |      |      |      | Votantes |
| Alcobertas                                | 66,67 | 16,17 | 7,52  | 3,38 | 3,26 | 1,88 | 1,13 | 818      |
| Arrouquelas                               | 64,21 | 11,58 | 14,39 | 2,11 | 3,51 | 0,70 | 3,51 | 291      |
| Asseiceira                                | 63,33 | 15,38 | 8,97  | 2,82 | 3,33 | 2,56 | 3,59 | 397      |
| Azambujeira e Malaqueijo                  | 73,65 | 9,80  | 9,12  | 2,36 | 1,01 | 2,03 | 2,03 | 302      |
| Fráguas                                   | 71,35 | 15,43 | 5,51  | 2,20 | 3,03 | 1,38 | 1,10 | 378      |
| Marmeleira e Assentiz                     | 57,46 | 14,08 | 10,99 | 2,82 | 3,38 | 1,69 | 9,58 | 360      |
| Outeiro da Cortiçada e Arruda dos Pisões  | 64,87 | 18,50 | 7,96  | 3,75 | 2,58 | 1,17 | 1,17 | 435      |
| Rio Maior                                 | 62,76 | 15,63 | 10,20 | 3,09 | 3,09 | 3,12 | 2,12 | 4 181    |
| São João da Ribeira e Ribeira de São João | 61,44 | 20,76 | 7,42  | 3,60 | 2,33 | 2,12 | 2,33 | 480      |
| São Sebastião                             | 71,08 | 15,20 | 5,88  | 1,96 | 2,94 | 1,47 | 1,47 | 208      |
| Rio Maior                                 | 64,08 | 15,68 | 9,38  | 3,03 | 2,99 | 2,47 | 2,38 | 7 850    |

### Salvaterra de Magos
| Candidato               | Candidato               | Votos  | %               |
| ----------------------- | ----------------------- | ------ | --------------- |
|                         | Marcelo Rebelo de Sousa | 3 915  | 57,49 / 100,00  |
|                         | André Ventura           | 1 219  | 17,90 / 100,00  |
|                         | Ana Gomes               | 686    | 10,07 / 100,00  |
|                         | João Ferreira           | 341    | 5,01 / 100,00   |
|                         | Marisa Matias           | 266    | 3,91 / 100,00   |
|                         | Vitorino Silva          | 206    | 3,02 / 100,00   |
|                         | Tiago Mayan Gonçalves   | 177    | 2,60 / 100,00   |
| Votos Inválidos         | Votos Inválidos         | 138    | 1,98 / 100,00   |
| Total                   | Total                   | 6 948  | 100,00 / 100,00 |
| Eleitorado/Participação | Eleitorado/Participação | 18 878 | 36,80 / 100,00  |

| Freguesia                                 | %     | %     | %     | %    | %    | %    | %    | Votantes |
| Freguesia                                 | MRS   | AV    | AG    | JF   | MM   | VS   | TMG  | Votantes |
| ----------------------------------------- | ----- | ----- | ----- | ---- | ---- | ---- | ---- | -------- |
| Freguesia                                 |       |       |       |      |      |      |      | Votantes |
| Glória do Ribatejo e Granho               | 51,41 | 15,08 | 11,91 | 9,08 | 6,08 | 4,71 | 1,71 | 1 193    |
| Marinhais                                 | 60,52 | 17,46 | 9,32  | 3,83 | 3,63 | 2,80 | 2,45 | 2 082    |
| Muge                                      | 69,61 | 11,37 | 11,14 | 3,25 | 2,55 | 1,62 | 0,46 | 438      |
| Salvaterra de Magos e Foros de Salvaterra | 56,13 | 20,11 | 9,74  | 4,51 | 3,47 | 2,74 | 3,31 | 3 235    |
| Salvaterra de Magos                       | 57,49 | 17,90 | 10,07 | 5,01 | 3,91 | 3,02 | 2,60 | 6 948    |

### Santarém
| Candidato               | Candidato               | Votos  | %               |
| ----------------------- | ----------------------- | ------ | --------------- |
|                         | Marcelo Rebelo de Sousa | 14 353 | 60,43 / 100,00  |
|                         | André Ventura           | 3 739  | 15,74 / 100,00  |
|                         | Ana Gomes               | 2 602  | 10,96 / 100,00  |
|                         | João Ferreira           | 1 078  | 4,54 / 100,00   |
|                         | Marisa Matias           | 771    | 3,25 / 100,00   |
|                         | Tiago Mayan Gonçalves   | 649    | 2,73 / 100,00   |
|                         | Vitorino Silva          | 559    | 2,35 / 100,00   |
| Votos Inválidos         | Votos Inválidos         | 417    | 1,72 / 100,00   |
| Total                   | Total                   | 24 168 | 100,00 / 100,00 |
| Eleitorado/Participação | Eleitorado/Participação | 51 024 | 47,37 / 100,00  |

| Freguesia                                  | %     | %     | %     | %     | %    | %    | %    | Votantes |
| Freguesia                                  | MRS   | AV    | AG    | JF    | MM   | TMG  | VS   | Votantes |
| ------------------------------------------ | ----- | ----- | ----- | ----- | ---- | ---- | ---- | -------- |
| Freguesia                                  |       |       |       |       |      |      |      | Votantes |
| Abitureiras                                | 67,03 | 14,32 | 10,00 | 1,89  | 1,89 | 3,78 | 1,08 | 376      |
| Abrã                                       | 66,44 | 13,89 | 7,64  | 2,08  | 4,40 | 1,16 | 4,40 | 439      |
| Achete, Azoia de Baixo e Póvoa de Santarém | 67,29 | 13,98 | 9,13  | 3,08  | 1,68 | 2,14 | 2,70 | 1 091    |
| Alcanede                                   | 70,16 | 14,56 | 5,54  | 1,77  | 2,44 | 2,07 | 3,47 | 1 681    |
| Alcanhões                                  | 55,84 | 16,67 | 9,28  | 11,17 | 3,61 | 1,55 | 1,89 | 594      |
| Almoster                                   | 58,01 | 16,49 | 9,18  | 7,31  | 2,64 | 2,95 | 3,42 | 655      |
| Amiais de Baixo                            | 58,86 | 12,71 | 13,55 | 6,19  | 3,51 | 2,84 | 2,34 | 606      |
| Arneiro das Milhariças                     | 65,93 | 12,30 | 7,89  | 4,10  | 3,47 | 2,21 | 4,10 | 323      |
| Azoia de Cima e Tremês                     | 72,49 | 11,19 | 6,88  | 2,68  | 3,15 | 0,70 | 2,91 | 872      |
| Casével e Vaqueiros                        | 66,74 | 13,02 | 8,14  | 3,95  | 3,49 | 1,16 | 3,49 | 439      |
| Cidade de Santarém                         | 57,65 | 16,57 | 12,48 | 4,19  | 3,66 | 3,36 | 2,10 | 12 311   |
| Gançaria                                   | 69,12 | 11,98 | 9,68  | 0,92  | 1,84 | 2,30 | 4,15 | 221      |
| Moçarria                                   | 58,92 | 14,45 | 12,64 | 5,42  | 4,29 | 2,26 | 2,03 | 448      |
| Pernes                                     | 61,48 | 9,68  | 11,95 | 11,01 | 2,85 | 1,90 | 1,14 | 534      |
| Póvoa da Isenta                            | 52,88 | 19,95 | 8,17  | 9,39  | 3,37 | 3,37 | 2,88 | 422      |
| Romeira e Várzea                           | 59,10 | 20,04 | 11,99 | 2,20  | 3,11 | 2,01 | 1,56 | 1 104    |
| São Vicente do Paul e Vale de Figueira     | 59,74 | 16,32 | 11,53 | 6,75  | 2,18 | 1,63 | 1,85 | 931      |
| Vale de Santarém                           | 59,58 | 15,55 | 10,04 | 7,50  | 2,44 | 2,53 | 2,35 | 1 121    |
| Santarém                                   | 60,43 | 15,74 | 10,96 | 4,54  | 3,25 | 2,73 | 2,35 | 24 168   |

### Sardoal
| Candidato               | Candidato               | Votos | %               |
| ----------------------- | ----------------------- | ----- | --------------- |
|                         | Marcelo Rebelo de Sousa | 1 092 | 63,19 / 100,00  |
|                         | André Ventura           | 210   | 12,15 / 100,00  |
|                         | Ana Gomes               | 171   | 9,90 / 100,00   |
|                         | Marisa Matias           | 85    | 4,92 / 100,00   |
|                         | João Ferreira           | 70    | 4,05 / 100,00   |
|                         | Vitorino Silva          | 63    | 3,65 / 100,00   |
|                         | Tiago Mayan Gonçalves   | 37    | 2,14 / 100,00   |
| Votos Inválidos         | Votos Inválidos         | 33    | 1,88 / 100,00   |
| Total                   | Total                   | 1 761 | 100,00 / 100,00 |
| Eleitorado/Participação | Eleitorado/Participação | 3 203 | 54,98 / 100,00  |

| Freguesia              | %     | %     | %     | %    | %    | %    | %    | Votantes |
| Freguesia              | MRS   | AV    | AG    | MM   | JF   | VS   | TMG  | Votantes |
| ---------------------- | ----- | ----- | ----- | ---- | ---- | ---- | ---- | -------- |
| Freguesia              |       |       |       |      |      |      |      | Votantes |
| Alcaravela             | 72,29 | 8,31  | 7,56  | 3,02 | 3,78 | 3,27 | 1,76 | 402      |
| Santiago de Montalegre | 68,61 | 14,60 | 7,30  | 4,38 | 1,46 | 2,92 | 0,73 | 139      |
| Sardoal                | 58,95 | 13,25 | 11,47 | 5,84 | 4,35 | 3,76 | 2,37 | 1 033    |
| Valhascos              | 62,84 | 12,57 | 8,20  | 4,37 | 4,92 | 4,37 | 2,73 | 187      |
| Sardoal                | 63,19 | 12,15 | 9,90  | 4,92 | 4,05 | 3,65 | 2,14 | 1 761    |

### Tomar
| Candidato               | Candidato               | Votos  | %               |
| ----------------------- | ----------------------- | ------ | --------------- |
|                         | Marcelo Rebelo de Sousa | 9 250  | 63,76 / 100,00  |
|                         | André Ventura           | 1 991  | 13,72 / 100,00  |
|                         | Ana Gomes               | 1 578  | 10,88 / 100,00  |
|                         | Marisa Matias           | 585    | 4,03 / 100,00   |
|                         | João Ferreira           | 504    | 3,47 / 100,00   |
|                         | Vitorino Silva          | 339    | 2,34 / 100,00   |
|                         | Tiago Mayan Gonçalves   | 261    | 1,80 / 100,00   |
| Votos Inválidos         | Votos Inválidos         | 277    | 1,88 / 100,00   |
| Total                   | Total                   | 14 785 | 100,00 / 100,00 |
| Eleitorado/Participação | Eleitorado/Participação | 34 031 | 43,45 / 100,00  |

| Freguesia                                   | %     | %     | %     | %    | %    | %    | %    | Votantes |
| Freguesia                                   | MRS   | AV    | AG    | MM   | JF   | VS   | TMG  | Votantes |
| ------------------------------------------- | ----- | ----- | ----- | ---- | ---- | ---- | ---- | -------- |
| Freguesia                                   |       |       |       |      |      |      |      | Votantes |
| Além da Ribeira e Pedreira                  | 73,38 | 10,27 | 6,65  | 2,85 | 3,99 | 1,90 | 0,95 | 535      |
| Asseiceira                                  | 68,03 | 12,83 | 8,27  | 4,46 | 2,42 | 3,25 | 0,74 | 1 091    |
| Carregueiros                                | 61,61 | 14,06 | 11,61 | 6,03 | 2,68 | 2,46 | 1,56 | 456      |
| Casais e Alviobeira                         | 67,80 | 12,65 | 10,38 | 3,14 | 2,01 | 3,05 | 0,96 | 1 176    |
| Madalena e Beselga                          | 62,67 | 13,78 | 10,75 | 4,70 | 4,26 | 2,35 | 1,48 | 1 649    |
| Olalhas                                     | 73,70 | 12,17 | 4,13  | 3,48 | 1,09 | 3,26 | 2,17 | 466      |
| Paialvo                                     | 62,88 | 14,97 | 9,63  | 3,71 | 4,99 | 2,20 | 1,62 | 880      |
| Sabacheira                                  | 66,95 | 13,96 | 10,54 | 2,56 | 2,56 | 2,85 | 0,57 | 355      |
| São João Baptista e Santa Maria dos Olivais | 60,72 | 13,56 | 13,20 | 4,28 | 3,90 | 2,01 | 2,31 | 6 474    |
| São Pedro de Tomar                          | 63,33 | 17,52 | 9,25  | 3,16 | 2,72 | 2,07 | 1,96 | 938      |
| Serra e Junceira                            | 68,01 | 14,86 | 6,16  | 3,35 | 3,08 | 2,54 | 2,01 | 765      |
| Tomar                                       | 63,76 | 13,72 | 10,88 | 4,03 | 3,47 | 2,34 | 1,80 | 14 785   |

### Torres Novas
| Candidato               | Candidato               | Votos  | %               |
| ----------------------- | ----------------------- | ------ | --------------- |
|                         | Marcelo Rebelo de Sousa | 9 131  | 62,09 / 100,00  |
|                         | André Ventura           | 1 696  | 11,53 / 100,00  |
|                         | Ana Gomes               | 1 619  | 11,01 / 100,00  |
|                         | João Ferreira           | 841    | 5,72 / 100,00   |
|                         | Marisa Matias           | 724    | 4,92 / 100,00   |
|                         | Vitorino Silva          | 372    | 2,53 / 100,00   |
|                         | Tiago Mayan Gonçalves   | 322    | 2,19 / 100,00   |
| Votos Inválidos         | Votos Inválidos         | 308    | 2,05 / 100,00   |
| Total                   | Total                   | 15 013 | 100,00 / 100,00 |
| Eleitorado/Participação | Eleitorado/Participação | 30 895 | 48,59 / 100,00  |

| Freguesia                                   | %     | %     | %     | %    | %    | %    | %    | Votantes |
| Freguesia                                   | MRS   | AV    | AG    | JF   | MM   | VS   | TMG  | Votantes |
| ------------------------------------------- | ----- | ----- | ----- | ---- | ---- | ---- | ---- | -------- |
| Freguesia                                   |       |       |       |      |      |      |      | Votantes |
| Assentiz                                    | 67,95 | 10,66 | 10,01 | 3,70 | 4,13 | 2,25 | 1,31 | 1 397    |
| Brogueira, Parceiros de Igreja e Alcorochel | 67,52 | 8,96  | 9,94  | 5,61 | 3,74 | 2,56 | 1,67 | 1 027    |
| Chancelaria                                 | 71,06 | 11,87 | 8,97  | 2,03 | 1,88 | 3,18 | 1,01 | 713      |
| Meia Via                                    | 60,48 | 14,82 | 12,13 | 4,04 | 4,94 | 1,80 | 1,80 | 684      |
| Olaia e Paço                                | 62,10 | 13,29 | 8,93  | 6,05 | 5,16 | 2,58 | 1,88 | 1 032    |
| Pedrógão                                    | 64,01 | 10,15 | 8,88  | 6,81 | 5,07 | 3,00 | 2,08 | 889      |
| Riachos                                     | 63,40 | 11,23 | 10,60 | 5,59 | 4,96 | 2,53 | 1,69 | 1 937    |
| Santa Maria, Salvador e Santiago            | 58,73 | 13,20 | 11,32 | 5,00 | 5,70 | 3,00 | 3,06 | 3 480    |
| São Pedro, Lapas e Ribeira Branca           | 58,44 | 10,18 | 13,23 | 8,05 | 5,48 | 2,13 | 2,49 | 3 435    |
| Zibreira                                    | 64,50 | 12,25 | 9,25  | 6,00 | 3,50 | 1,75 | 2,75 | 419      |
| Torres Novas                                | 62,09 | 11,53 | 11,01 | 5,72 | 4,92 | 2,53 | 2,19 | 15 013   |

### Vila Nova da Barquinha
| Candidato               | Candidato               | Votos | %               |
| ----------------------- | ----------------------- | ----- | --------------- |
|                         | Marcelo Rebelo de Sousa | 1 731 | 55,45 / 100,00  |
|                         | André Ventura           | 570   | 18,26 / 100,00  |
|                         | Ana Gomes               | 295   | 9,45 / 100,00   |
|                         | João Ferreira           | 184   | 5,89 / 100,00   |
|                         | Marisa Matias           | 148   | 4,74 / 100,00   |
|                         | Vitorino Silva          | 121   | 3,88 / 100,00   |
|                         | Tiago Mayan Gonçalves   | 73    | 2,34 / 100,00   |
| Votos Inválidos         | Votos Inválidos         | 72    | 2,25 / 100,00   |
| Total                   | Total                   | 3 194 | 100,00 / 100,00 |
| Eleitorado/Participação | Eleitorado/Participação | 6 193 | 51,57 / 100,00  |

| Freguesia              | %     | %     | %     | %    | %    | %    | %    | Votantes |
| Freguesia              | MRS   | AV    | AG    | JF   | MM   | VS   | TMG  | Votantes |
| ---------------------- | ----- | ----- | ----- | ---- | ---- | ---- | ---- | -------- |
| Freguesia              |       |       |       |      |      |      |      | Votantes |
| Atalaia                | 56,33 | 17,15 | 8,84  | 6,33 | 5,54 | 4,62 | 1,19 | 778      |
| Praia do Ribatejo      | 58,09 | 17,04 | 10,22 | 4,26 | 3,58 | 2,90 | 3,92 | 612      |
| Tancos                 | 67,23 | 9,24  | 9,24  | 7,56 | 3,36 | 2,52 | 0,84 | 119      |
| Vila Nova da Barquinha | 53,26 | 19,84 | 9,47  | 6,15 | 4,89 | 3,98 | 2,41 | 1 685    |
| Vila Nova da Barquinha | 55,45 | 18,26 | 9,45  | 5,89 | 4,74 | 3,88 | 2,34 | 3 194    |